# 新金剛戰士
新金剛戰士（原標題：Power Rangers: Zeo）是一部美國的真人動作兒童電視劇，也是金剛戰士系列的第二部作品，改編自日本的第十九代超級戰隊系列《超力戰隊王連者》。於美國的播映日期為1996年4月20日至1996年11月27日。台灣台視於1998年7月19日至2001年5月26日播放。
本作是台灣地區播出的金剛戰士系列的最後一部，之後的續作不再繼續播出。

## 故事
終極魔王（Master Vile）使用毀滅之球逆轉了地球的運行，時間因而倒轉，戰士們成為沒有超異能的小孩。他們前往不同時空找尋並重組散落的奇奧水晶（Zeo Crystal），這段時間由外星戰士和已恢復的比利捍衛地球。當奇奧水晶重組，一切才回復正常。
任務成功尚未多久，基地遭到天狼將軍及阿達武士（Rito）侵入並竊走奇奧水晶，幸好在爆炸前戰士們已經逃出，基地被毀他們頓失依靠。在廢墟間搜尋時發現了奇奧水晶，顯然是兩個笨賊掉的。此時戰士們跌落地底，來到宙威與智多星在爆炸時重建的新基地。當玄冥大帝一夥正慶祝擊敗金剛戰士的同時，遭到亦想征服地球的機械帝國攻擊。玄冥、幽冥一干人等只能撤退至M-51銀河投靠終極魔王（Master Vile）。藉由奇奧水晶的力量，凱琳、唐雅、洛基、亞當以及大明變身成為對抗機械帝國的最後希望—金剛戰士超能戰將（Zeo Rangers），獲得全新的超能戰將粉紅、黃衣、藍衣、綠衣、紅衣戰士之超異能，初代藍衣戰士比利在這一季中已經成為新金剛戰士的技術師。
對抗機械帝王陰謀的同時，戰士們獲得金衣戰士達利（Trey）的協助，達利（Trey）後來離去至別的星球掃蕩邪惡，把超異能傳給了初代紅戰士英傑，成為第六位戰士，直到將能力歸還達利（Trey）為止。
為了對付 Divatox 和 Maligore，戰士們轉換高速檔，獲得新的Turbo超異能。金剛戰士超能戰將（Zeo Rangers）。走入歷史。

## 演员

### 主要人物
- Jason David Frank 饰 汤米（英语：Tommy Oliver）（五號超能戰士．紅）
- 約翰尼·楊·博斯 飾 亞當（四號超能戰士．綠）
- Steve Cardenas（英语：Steve Cardenas） 饰 洛基（三號超能戰士．藍）
- Nakia Burrise（英语：Nakia Burrise） 飾 唐雅（荷兰语：Tanya Sloan）（二號超能戰士．黃）
- Catherine Sutherland（英语：Catherine Sutherland） 饰 凱琳（一號超能戰士．粉紅）
- Austin St. John（英语：Austin St. John） 饰 英傑（英语：Jason Lee Scott）（金衣戰士）

### 友方陣營
- David Fielding 饰 宙威 (Zordon)
- Richard Steven Horvitz（英语：Richard Steven Horvitz） 配音 智多星 (Alpha 5)
- David Yost（英语：David Yost） 饰 比利
- Tom, Tim, and Ted DiFillippo 饰 原金衣戰士達利Trey of Triforia （配音：Brad Hawkins）

- 水柔星戰士
  - Rajia Baroudi 饰 黛爾芬（英语：Aquitian_Rangers#Delphine）（白衣戰士）
  - David Bacon 饰 奧里科（英语：Aquitian_Rangers#Aurico）（紅衣戰士）
  - Karim Prince（英语：Karim Prince） 饰 瑟斯特羅（英语：Aquitian_Rangers#Cestro）（藍衣戰士）
  - Jim Gray 饰 泰德斯（英语：Aquitian_Rangers#Tideus）（黃衣戰士）
  - Alan Palmer 饰 柯庫斯（英语：Aquitian_Rangers#Corcus）（黑衣戰士）

### 邪方陣營
- 機械帝國
  - David Stenstrom（英语：David Stenstrom） 配音 曼都王（英语：King Mondo）
  - 艾利克斯·布斯汀 配音 辛娜王后Queen Machina（英语：Machine_Empire#Queen_Machina）
  - Douglas Sloan（英语：Douglas Sloan (television producer)） 配音 機械太子Prince Gasket（英语：Machine_Empire#Prince_Gasket）
  - Melora Harte（英语：Melora Harte） 配音 機械太子妃Princess Archerina（英语：Machine_Empire#Princess_Archerina）
  - Barbara Goodson 配音 機械王子Prince Sprocket（英语：Machine_Empire#Prince_Sprocket）、鋼娃娃Orbus（英语：Machine_Empire#Klank_and_Orbus）
  - Oliver Page（英语：Oliver Page） 配音 鐵面人Klank（英语：Machine_Empire#Klank_and_Orbus）
  - Lex Lang（英语：Lex Lang） 配音 飛彈卡邦Louie Kaboom（英语：Machine_Empire#Louie_Kaboom）

- 暗月宮
  - Carla Perez 饰 幽冥女王（英语：Rita Repulsa） (配音：Barbara Goodson)
  - Ed Neil（英语：Edwin Neal） 饰 玄冥大帝Lord Zedd（英语：Villains_in_Mighty_Morphin_Power_Rangers#Lord_Zedd） (配音：Robert Axelrod（英语：Robert Axelrod (actor)）)
  - Takashi Sakamoto、Kazutoshi Yokoyama（日语：横山一敏）、Danny Wayne Stallcup 饰 天狼將軍Goldar（英语：Villains_in_Mighty_Morphin_Power_Rangers#Goldar） (配音：Kerrigan Mahan)
  - Bob Papenbrook（英语：Bob Papenbrook） 配音阿達武士Rito Revolto（英语：Villains_in_Mighty_Morphin_Power_Rangers#Rito_Revolto）
  - Takako Iiboshi 饰 魚匠人Finster（英语：Villains_in_Mighty_Morphin_Power_Rangers#Finster） (配音：Robert Axelrod（英语：Robert Axelrod (actor)）)
  - Minoru Watanabe（日语：渡辺実 (俳優)） 饰 怪頭陀Squatt（英语：Villains_in_Mighty_Morphin_Power_Rangers#Squatt_and_Baboo） (配音：Michael Sorich)
  - Hideaki Kusaka（日语：日下秀昭） 饰 巴布猴Baboo（英语：Villains_in_Mighty_Morphin_Power_Rangers#Squatt_and_Baboo） (配音：Dave Mallow)

### 周邊人物
- Paul Schrier（英语：Paul Schrier） 饰 王天霸 (Farkas Bulkmeier（英语：Bulk and Skull）)
- Jason Narvy（英语：Jason Narvy） 饰 史骨頭 (Eugene Skullovitch（英语：Bulk and Skull）)
- Richard Genelle（英语：Richard Genelle） 饰 恩尼 (Ernie)
- Royce Herron（英语：Royce Herron） 饰 艾波比女士 (Ms. Appleby)
- Henry Cannon 饰 卡普兰校長 (Mr. Caplan)
- Gregg Bullock 饰 史東中尉 (Jerome Stone)

## 登場機械
- Zeo Mega Battlezord

- 超力戰神（Zeo Megazord）（王連者機器人）

- Zeo Zord V
- Zeo Zord IV
- Zeo Zord III
- Zeo Zord II
- Zeo Zord I

- 雷砲戰神（Red Battlezord）（紅拳擊手）

- 超重戰神（Super Zeo Megazord）（王阻絕機神）

- Super Zeo Zords V
- Super Zeo Zords IV
- Super Zeo Zords III
- Super Zeo Zords II
- Super Zeo Zords I

- 滾輪戰神（Warrior Wheel）（滾輪男孩）

- 金字塔戰神（Zeo Ultrazord warrior）（國王金字塔戰鬥型態）

## 各集標題
| 集數   | 英文標題                                         | 中文標題                   |
| ------ | ------------------------------------------------ | -------------------------- |
| 第1集  | A Zeo Beginning, Part I                          | 奇奧開篇 1                 |
| 第2集  | A Zeo Beginning, Part II                         | 奇奧開篇 2                 |
| 第3集  | The Shooting Star                                | 打擊明星                   |
| 第4集  | Target Rangers                                   | 目標戰士們                 |
| 第5集  | For Cryin' Out Loud                              | 哇哇大哭                   |
| 第6集  | Rangers in the Outfield                          | 外場上的戰士們             |
| 第7集  | Every Dog Has His Day                            | 風水輪流轉                 |
| 第8集  | The Puppet Blaster                               | 木偶風波                   |
| 第9集  | Invasion of the Ranger Snatchers                 | 戰士盜賊的入侵             |
| 第10集 | Graduation Blues                                 | 畢業                       |
| 第11集 | A Few Bad Seeds                                  | 一些壞種子                 |
| 第12集 | Instrument of Destruction                        | 毀滅樂器                   |
| 第13集 | Mean Screen                                      | 惡劣螢幕                   |
| 第14集 | Mr. Billy's Wild Ride                            | 比利的瘋狂旅程             |
| 第15集 | There's No Business Like Snow Business, Part I   | 不像風花雪月那般 1         |
| 第16集 | There's No Business Like Snow Business, Part II  | 不像風花雪月那般 2         |
| 第17集 | There's No Business Like Snow Business, Part III | 不像風花雪月那般 3         |
| 第18集 | Inner Spirit                                     | 內在精神                   |
| 第19集 | Challenges                                       | 挑戰                       |
| 第20集 | Found and Lost                                   | 得失                       |
| 第21集 | Brother, Can You Spare an Arrowhead?             | 兄弟，你能讓出一個箭頭嗎？ |
| 第22集 | Trust in Me                                      | 相信我                     |
| 第23集 | It Came from Angel Grove                         | 來自天使叢林               |
| 第24集 | Bulk Fiction                                     | 王天霸的幻想               |
| 第25集 | Song Sung Yellow                                 | 黃衣放歌                   |
| 第26集 | Game of Honor                                    | 光榮賽事                   |
| 第27集 | The Power of Gold                                | 金衣的力量                 |
| 第28集 | A Small Problem                                  | 小小問題                   |
| 第29集 | A Season to Remember                             | 回憶的季節                 |
| 第30集 | Oily to Bed, Oily to Rise                        | 油床壓上升                 |
| 第31集 | Rock-a-Bye Power Rangers                         | 乖乖睡，金剛戰士           |
| 第32集 | Do I Know You?                                   | 我認識你嗎？               |
| 第33集 | Revelations of Gold                              | 金衣啟示錄                 |
| 第34集 | A Golden Homecoming                              | 金燦燦歸隊                 |
| 第35集 | Mondo's Last Stand                               | 曼都王的背水一戰           |
| 第36集 | Bomber in the Summer                             | 夏日風暴                   |
| 第37集 | Scent of a Weasel                                | 鼬鼠的氣味                 |
| 第38集 | The Lore of Auric                                | 黃金傳說                   |
| 第39集 | The Ranger Who Came in from the Gold             | 化身黃金的戰士             |
| 第40集 | The Joke's on Blue                               | 憂傷的笑話                 |
| 第41集 | Where In The World is Zeo Ranger 5?              | 五號超能戰士在哪？         |
| 第42集 | King for a Day, Part I                           | 一日國王 1                 |
| 第43集 | King for a Day, Part II                          | 一日國王 2                 |
| 第44集 | A Brief Mystery of Time                          | 神秘的片刻                 |
| 第45集 | A Mystery to Me                                  | 神秘之於我                 |
| 第46集 | Another Song and Dance                           | 另類歌舞                   |
| 第47集 | Rangers of Two Worlds, Part I                    | 兩個世界的戰士 1           |
| 第48集 | Rangers of Two Worlds, Part II                   | 兩個世界的戰士 2           |
| 第49集 | Hawaii Zeo                                       | 夏威夷奇奧                 |
| 第50集 | Good as Gold                                     | 金光閃耀                   |

## 相關系列
- 金剛戰士（Mighty Morphin Power Rangers）
- 鐵弋戰警（Turbo: A Power Rangers Movie）

台灣於1998年4月4日上映。

## 外部連結
- Power Rangers Central （英文）
- Power Rangers Wiki （页面存档备份，存于） （英文） （德文） （法文） （波兰語）